# Município de Ellendale (condado de Alexander, Carolina do Norte)
O município de Ellendale (em inglês: Ellendale Township) é um localização localizado no  condado de Alexander no estado estadounidense da Carolina do Norte. No ano 2010 tinha uma população de 3.632 habitantes.

## Geografia
O município de Ellendale encontra-se localizado nas coordenadas 35° 55′ 24,47″ N, 81° 15′ 50,31″ O.